# 德爾坎測試
德爾坎測試（Durkan's test）是診斷腕隧道症候群的一種理學檢查，本檢查由JA Durkan於1991年發明，為提內耳氏徵象（Tinel's sign）的變形。

## 手法
施測者以拇指對腕隧道加壓30秒，若受試者感受到疼痛或正中神經支配部分感覺異常即為陽性。

## 準確性
本測試的敏感度約介於87－91%之間，精準度約介於90－95%之間。

## 比較
本測試的敏感度較提內耳氏徵象和斐倫式試驗法高。